# Dugald Carmichael
Pour les articles homonymes, voir Carmichael.
Dugald Carmichael est un officier britannique né en 1772 sur l'île de Lismore (Écosse) et décédé en 1827 à Appin.
Il a fait partie de l'expédition qui a conquis et annexé à la Grande-Bretagne l'île Maurice, alors île de France, en 1810. Il avait aussi des connaissances étendues en botanique, géologie et ichtyologie. Il a procédé à de nombreuses collectes durant ses expéditions.
Il a publié l'ouvrage suivant :
- Account of the conquest of Mauritius: With some notices on the history, soil, products, defences and the political importance of this island... - Londres : T. Egerton Military library, 1811.

## Taxons qui lui ont été dédiées
Les taxons végétaux suivants lui ont été dédiées :
- Genre :
  - Carmichaelia R.Br. (1825) - Fabacées de Nouvelle-Zélande.
- Espèces :
  - Aconitum carmichaelii Debeaux (1879) - Renonculacée.
  - Agrostis carmichaelii - Poacée de l'île Tristan da Cunha (synonymes : Sporobolus carmichaelii Kunth), Vilfa carmichaelii Steud.).
  - Isolepis carmichaelii A.Dietr. (1832) - Cypéracée de l'île Tristan da Cunha - synonyme de : Scirpus sulcatus Touars (1808).
  - Keetia carmichaelii Bridson (1986) - Rubiacée de Tanzanie.
  - Pandanus carmichaelii R.E.Vaughan & Wiehe (1953) - Pandanacée de l'île Maurice.
  - Polygala carmichaelii Harv. (1860) - Polygalacée d'Afrique australe.